# Rondibilis undulatus
Rondibilis undulatus är en skalbaggsart som först beskrevs av Maurice Pic 1922.  Rondibilis undulatus ingår i släktet Rondibilis och familjen långhorningar. Inga underarter finns listade i Catalogue of Life.